# Jorgjia Filçe-Truja
Jorgjia Filçe-Truja (20 de enero de 1907 –22 de junio de 1994) fue una soprano albanesa. Fue una de los iconos de la música lírica urbana albanesa, y una de las principales impulsoras de la creación de la Universidad de las Artes de Albania.

## Biografía
Nació en Korçë, Albania oriental, cuando todavía era parte del Imperio otomano, el 20 de enero de 1907. Estudió en la Academia Nacional de Santa Сеcilia en Roma de 1927 a 1932. Dio muchos conciertos desde la década de 1930 hasta la de 1950, convirtiéndose en un icono de la música lírica urbana en Albania. Junto con Tefta Tashko-Koço y Marie Kraja, representó la vanguardia de la música lírica en el país. Junto con la pianista Lola Gjoka, interpretó canciones urbanas como U mbush mali plot me dushk (La montaña se llenó de robles), As aman moj lule (Complace a tu flor), Erdh' prandvera plot lule (La primavera vino llena de flores), Kroj i fshatit tonë (Primavera de nuestro pueblo), Kur më shkoje lumit goce (Cuando fuiste por el río mi chica), etc.
Truja fue una de las primeras pedagogas del Instituto Pedagógico Reina Madre para chicas de Tirana. Tras la Segunda Guerra Mundial, se convirtió en una de las impulsoras para llevar la vida artística de Albania por la senda académica al establecer las primeras instituciones de Bellas Artes, como el Liceo Jordan Misja en 1946, la Universidad de las Artes de Albania, donde dio clases de canto y dirección de orquesta. Actuó en muchas óperas y llevó a la escena muchos trabajos como directora. Falleció en Tirana en 1994, dejando una obra autobiográfica.